# Prince Charles Park
Der Prince Charles Park ist ein Rugby-Union-Stadion in Nadi auf der Hauptinsel Fidschis, Viti Levu. Das Stadion hat eine nominale Kapazität von 18.000 Plätzen.

## Aufbau
Das Stadion verfügt über eine Sitzplatz-Tribüne. Auf den anderen drei Seiten des Stadions gibt es Hänge, die zum Spielfeld hin abfallen und ebenfalls als Tribünen genutzt werden. Die Anlage verfügt über Flutlicht.

## Nutzung
Zur Zeit beheimatet der Prince Charles Park Rugby-Union- und Fußballspiele. Außerdem wurde hier das Finale der OFC Champions Cup 1999 ausgetragen. 1999 spielte hier die australische Fußballnationalmannschaft ein Freundschaftsspiel gegen die fidschianische Fußballnationalmannschaft, welches die Besucher mit 2:1 gewannen.
Am 10. Oktober 2017 fanden die Feierlichkeiten zum 47. Jahrestag der Unabhängigkeit Fidschis im Prince Charles Park statt. Bei den Feierlichkeiten war unter anderem der Regierungschef Frank Bainimarama anwesend.
Der Prince Charles Park ist das Heimstadion des Nadi FC sowie der Nadi Rugby Union (NRU).